# Стенли (Ајдахо)
Стенли (енгл. Stanley) град је у америчкој савезној држави Ајдахо.

## Демографија
По попису из 2010. године број становника је 63, што је 37 (-37,0%) становника мање него 2000. године.
| Група             | 2000.      | 2010.       |
| Белци             | 97 (97,0%) | 63 (100,0%) |
| Афроамериканци    | 0 (0,0%)   | 0 (0,0%)    |
| Азијати           | 0 (0,0%)   | 0 (0,0%)    |
| Хиспаноамериканци | 1 (1,0%)   | 0 (0,0%)    |
| Укупно            | 100        | 63          |